# Matías Lequí
Matías Lequi (Rosario, 13 de maio de 1981) é um futebolista argentino. Atua como zagueiro

## Carreira
Matias Lequí nasceu em Rosario, uma cidade da Argentina e começou a revelar-se futebolisticamente no Rosario Central. Apesar da juventude, conseguiu cumprir o seu trabalho numa posição difícil de líbero, ou, como acontecia na maioria das vezes, de zagueiro. O seu bom trabalho no Rosario Central chamaram à atenção os olheiros do Livorno, que comparam a maioria do seu passe.
Mas as coisas deram-se mal em Itália e Matias Lequí tornou-se nesse ano num dos fracassos da Série A. Por isso saiu para Espanha, para representar o Celta de Vigo.

## Celta de Vigo
O Celta de Vigo é, até ao momento, o clube que mais deu fama a Matias Lequí, que é considerado um dos bons zagueiros da Liga Espanhola e que compete diariamente na equipa de Vigo com grandes defesas, entre os quais o costa-marfinense Yago Yao. Ultimamente fala-se inclusive no interesse de outros clubes espanhóis e estrangeiros na compra do seu passe.

## Mudança de nacionalidade
Após chegar a Espanha e convencido que nunca jogaria pela Seleção Argentina Futebol, Lequí conseguiu um passaporte italiano e tem agora nacionalidade italiana. Isto facilita as escolhas do treinador do Celta de Vigo, já que em Espanha existem restrições a jogadores de fora da União Europeia, como a Argentina ou o Brasil. Outros jogadores, como Sylvinho, Thiago Motta ou Fábio Aurélio também o fizeram.